# Josep Torrubia Zea
Josep Torrubia Zea (Colmenar, Màlaga, 27 de novembre de 1885 - Tolosa de Llenguadoc, França, 11 d'octubre de 1978) fou un metge català.
Amb la seva família, anà a viure a Barcelona, al barri de Gràcia, l'any 1896. El seu pare, José Torrubia Rojas, era periodista, havia dirigit un diari i va ser condemnat per apologia de regicidi per publicar-hi un poema d'Abílio Manuel Guerra Junqueiro. La seva mare, Dolores Zea Urbano, fou fundadora i mestra de l'escola racionalista Flammarion, de Barcelona, on Josep Torrubia exercí també com a professor, alhora que duia a terme activitats culturals a la Sociedad Progresiva Femenina. També fou directora, secretària i tresorera de la Societat de Lliurepensandors de Gràcia i Sant Gervasi, i també de l'Escola Nova Damón, al barri de Vallcarca. La familia era lliurepensadora i maçònica, freqüentava ambients espiristites i teosòfics i eren molt amics d'Amalia Domingo Soler.
Josep Torrubia estudià medicina i es llicencià l'any 1926. Després es traslladà a exercir a Montgat de la mà del seu protector, el metge maçó Cosme Rofes i Cabré. L'any següent s'instal·là al Masnou per tal de substituir el doctor Jaume Curell i Sampera, que havia mort, i ben aviat destacà com a conferenciant i per la dedicació a la professió, i fou integrant a la Junta Local de Sanitat. El 1935 aconseguí la plaça de metge titular de la vila. Durant aquesta etapa, Josep Torrubia destacà per les seves iniciatives a favor d'una renovada assistència social i col·laborà en la tasca de la institució Montcelimar, creada per Joaquim Cusí i Furtunet.
Visqué al Masnou i es casà amb Pilar Duarry Esteve i tingué dos fills: Afeli i Horaci. Quant a la seva adscripció política, no s'apartà de la línia del socialisme, des de la Unió Federal Nacionalista Republicana (UFNR), la Federació Catalana del PSOE, la Unió Socialista de Catalunya (USC) i el Partit Socialista Unificat de Catalunya (PSUC). En els anys de guerra estigué compromès en dos projectes al Masnou: la conversió de la Casa Benèfica en casa de repòs i la instal·lació de la Clínica Pinetons a la torre Xina, a més de ser un dels impulsors de la Creu Roja local.
La imminent ocupació del Masnou per les tropes feixistes el dugué a marxar a l'exili amb la seva família. Visqué en diversos indrets al sud de França fins que s'establí a Tolosa. Allà fou un dels fundadors i director de l'Hospital Varsòvia, entre 1945 i 1946, que atenia els guerrillers ferits en la invasió de la Vall d'Aran i la població republicana de la zona. Per la seva tasca assolí el grau de comandant de les Forces Franceses de l'Interior (FFI) i després fou metge de la Creu Roja republicana espanyola.
Pel fet de trobar-se fora del país, es lliurà de ser sotmès a cap consell de guerra, però sí que acabà encausat pel Tribunal Especial de Repressió de la Maçoneria i del Comunisme. Pel seu paper rellevant en dues lògies maçòniques de Barcelona i d'acord amb informes imprecisos de les autoritats locals, la sentència el condemnà a vint anys i un dia de reclusió major i l'inhabilità per exercir càrrecs. D'altra banda, el Col·legi de Metges de Barcelona l'eliminà de l'organisme mèdic.